# 베트 수
집합론에서 베트 수(ℶ數, 영어: beth number)는 가산 무한 집합의 거듭된 멱집합들의 크기들을 나타내는 표기법이다.

## 정의
순서수 {\displaystyle \alpha } 및 기수 {\displaystyle \kappa }에 대하여, 베트 수 {\displaystyle \beth _{\alpha }(\kappa )}는 다음과 같이 초한귀납법으로 정의된다.
- {\displaystyle \beth _{0}(\kappa )=\kappa }
- {\displaystyle \beth _{\alpha +1}(\kappa )=2^{\beth _{\alpha }(\kappa )}}
- 극한 순서수 {\displaystyle \lambda }에 대하여, {\displaystyle \beth _{\lambda }(\kappa )=\sup\{\beth _{\alpha }(\kappa )\colon \alpha <\lambda \}}

만약 {\displaystyle \kappa }를 생략할 경우, {\displaystyle \kappa =\aleph _{0}}을 의미한다. 즉,
{\displaystyle \beth _{\alpha }=\beth _{\alpha }(\aleph _{0})}
이다.

## 성질
칸토어의 정리에 따라, 베트 수들은 항상 증가한다.
{\displaystyle \alpha <\beta \implies \beth _{\alpha }<\beth _{\beta }}
또한, 베트 수는 같은 차수의 알레프 수보다 작지 않다. 즉, 모든 순서수 {\displaystyle \alpha }에 대하여,
{\displaystyle \beth _{\alpha }\geq \aleph _{\alpha }}
위 식에서 등식이 성립하는지 여부는 일반화 연속체 가설이라고 하며, 이는 선택 공리를 추가한 체르멜로-프렝켈 집합론과 독립적이다.

## 참고 문헌
- Roitman, Judith (2011). 《Introduction to modern set theory》 (영어). Virginia Commonwealth University. ISBN 978-0-9824062-4-3.

## 같이 보기
- 알레프 수
- 극한 기수